# Route départementale 12 (Ardennes)
Pour les articles homonymes, voir Route départementale 12.
La route départementale 12, abrégée en D12, est une route départementale des Ardennes qui relie Pont-à-Bar dans la commune de Dom-le-Mesnil à la frontière avec le département de la Meuse dans la commune de Landres-et-Saint-Georges, en passant par Sapogne-et-Feuchères, Vendresse et Buzancy.
La D12 est prolongée par la D15 dans la Meuse en direction de Bantheville. Elle suit approximativement la vallée de la Bar.

## Tracé
- Pont-à-Bar, commune de Dom-le-Mesnil
- Sapogne-et-Feuchères
- Vendresse
- La Cassine, commune de Vendresse
- Sauville, tronc commun avec la D8
- tronc commun avec la D977 à Tannay-le-Mont-Dieu
- Les Petites-Armoises
- Brieulles-sur-Bar
- Authe
- interruption de la D12 à Autruche, tronc commun avec la D947
- Bar-lès-Buzancy
- Buzancy, reprise de la D12
- Bayonville
- Rémonville, commune de Tailly
- frontière avec le département de la Meuse

## Tourisme

### Vendresse
- Domaine de Vendresse : parc d'activités en plein-air
- La Cassine en Ardenne : spectacle son et lumière unique en Europe

### Bairon et ses environs
- Lac de Bairon : base de loisirs départementale